# Cryptocellus gamboa
Espèce
Cryptocellus gamboa est une espèce de ricinules de la famille des Ricinoididae.

## Distribution
Cette espèce est endémique du Panama. Elle se rencontre vers Gamboa.

## Description
Le mâle holotype mesure 4,39 mm et la femelle paratype 4,77 mm.

## Étymologie
Son nom d'espèce lui a été donné en référence au lieu de sa découverte, Gamboa.

## Publication originale
- Platnick & Shadab, 1981 : On Central American Cryptocellus (Arachnida, Ricinulei). American Museum novitates, no 2711, p. 1-13 (texte intégral).